# 水山尚範
水山 尚範（みずやま なおのり、1982年3月15日 - ）は、日本の元ラグビー選手。2016年現在近畿大学ラグビー部のアドバイザーを務めている。

## プロフィール
- 兵庫県出身[1]。
- ポジションはフッカー(HO)。
- 身長 175cm、体重 95kg
- 日本代表キャップは3。
- U19日本代表に選ばれたことがある[2]。
- 関東代表に選ばれたことがある[3]。

## 略歴
2000年、報徳学園高校卒業後、法政大学に入る。
2004年、法政大学卒業後、NECグリーンロケッツに加入。同年9月19日に行われたジャパンラグビートップリーグ第1節の日本IBMビッグブルー戦に先発出場で公式戦初出場を果たす。 
2009年、NTTドコモレッドハリケーンズに加入。
2013年、神戸製鋼コベルコスティーラーズに加入。
2014年、現役を引退した。